# Sekundærrute 559
Sekundærrute 559 er en vej i Nordjylland, der begynder i Asaa og slutter tæt ved Blokhus. På strækningen Aså-Dronninglund hedder vejen "Asåvej". Det næste stykke, dvs. Dronninglund-Hjallerup, hedder "Hjallerupvej". Fra Hjallerup og halvvejs til Tylstrup hedder vejen "Tylstrupvej", mens den hedder "Hjallerupvej" det sidste stykke øst for Tylstrup. Fra Tylstrup og ⅔ af vejen mod vest i retning af Pandrup hedder vejen "Luneborgvej", mens det sidste, vestlige stykke af vejen hen mod udmundingen i vej nr. 55 hedder "Søkærvej". 